# Јасова
Јасова (слч. Jasová, мађ. Jászfalu) насељено је мјесто са административним статусом сеоске општине (слч. obec) у округу Нове Замки, у Њитранском крају, Словачка Република.

## Становништво
| Година:    | 1994. | 2004.   | 2014.   | 2024.   |
| ---------- | ----- | ------- | ------- | ------- |
| Број људи: | 1257  | 1201    | 1189    | 1136    |
| Разлика:   |       | -4,45 % | -0,99 % | -4,45 % |

| Година:    | 2023. | 2024.   |
| ---------- | ----- | ------- |
| Број људи: | 1135  | 1136    |
| Разлика:   |       | +0,08 % |

Према подацима о броју становника из 2011. године насеље је имало 1.210 становника.